# Liste der Kulturdenkmale im Stadtteil Hauptbahnhof

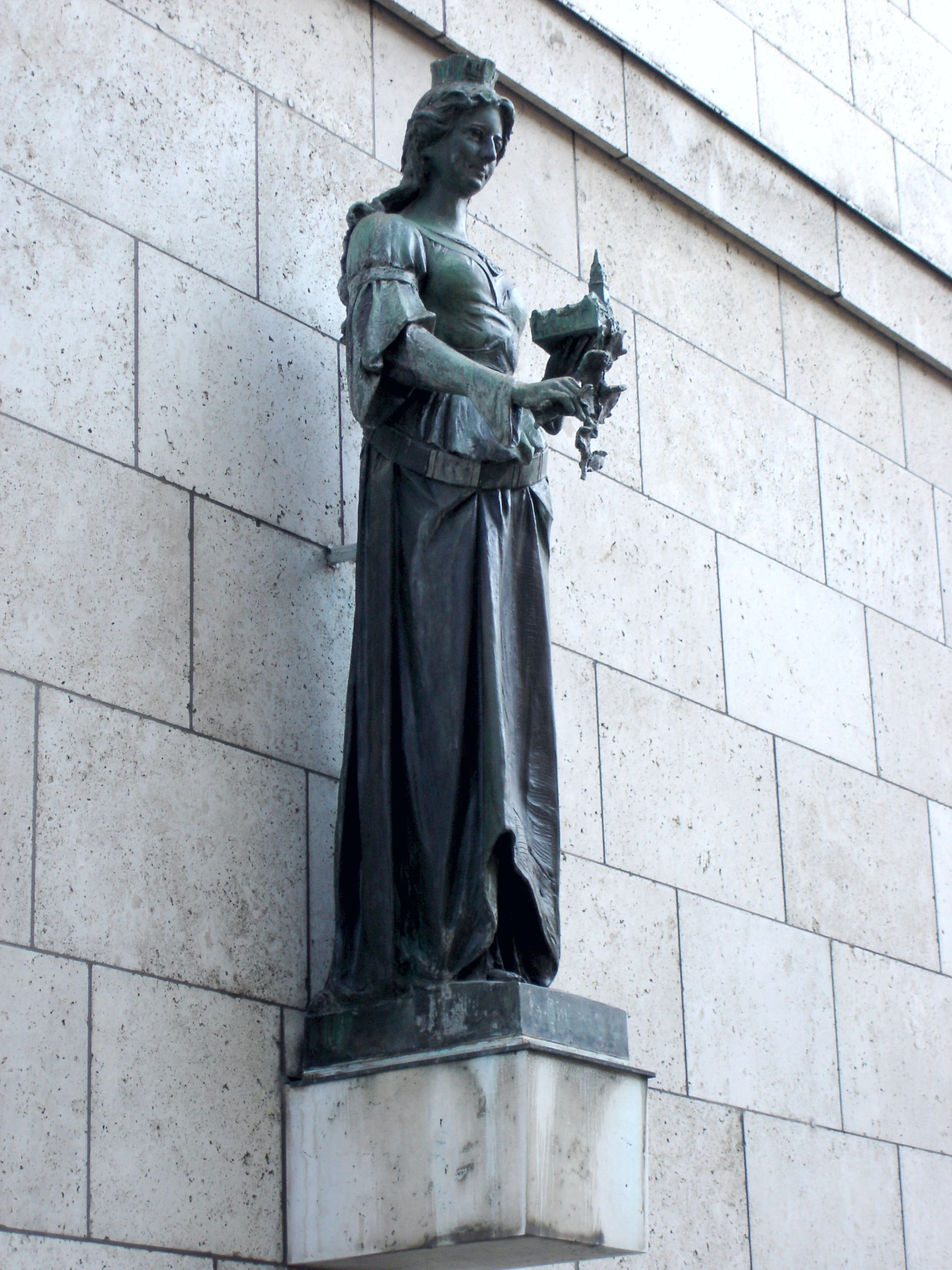
Stuttgardia

In der Liste der Kulturdenkmale im Stadtteil Hauptbahnhof sind alle unbeweglichen Bau- und Kunstdenkmale im Stuttgarter Stadtteil Hauptbahnhof aufgeführt, die in der Liste der Kulturdenkmale. Unbewegliche Bau- und Kunstdenkmale der Unteren Denkmalschutzbehörde für diesen Stadtbezirk Stuttgarts verzeichnet sind. Stand dieser Liste ist der 25. April 2008.  Die Liste wurde seitdem reduziert, so dass sich hier auch Objekte finden, die möglicherweise aktuell nicht mehr unter Denkmalschutz stehen.
Diese Liste ist nicht rechtsverbindlich. Eine rechtsverbindliche Auskunft ist lediglich auf Anfrage bei der Unteren Denkmalschutzbehörde der Stadt Stuttgart erhältlich.

## Allgemein
- Bild: Zeigt ein ausgewähltes Bild aus Commons, „Weitere Bilder“ verweist auf die Bilder im Medienarchiv Wikimedia Commons.
- Bezeichnung: Nennt den Namen, die Bezeichnung oder die Art des Kulturdenkmals.
- Lage: Straßenname und Hausnummer oder Flurstücknummer des Kulturdenkmals, gegebenenfalls auch den Ortsteil. Die Grundsortierung der Liste erfolgt nach dieser Adresse. Der Link (Karte) führt zu verschiedenen Kartendiensten mit der Position des Kulturdenkmals. Fehlt dieser Link, wurden die Koordinaten noch nicht eingetragen. Sind diese bekannt, können sie über ein Tool mit einer Kartenansicht einfach nachgetragen werden. In dieser Kartenansicht sind Kulturdenkmale ohne Koordinaten mit einem roten bzw. orangen Marker dargestellt und können durch Verschieben auf die richtige Position in der Karte mit Koordinaten versehen werden. Kulturdenkmale ohne Bild sind an einem blauen bzw. roten Marker erkennbar.
- Datierung: Baubeginn, Fertigstellung, Datum der Erstnennung oder grobe zeitliche Einordnung entsprechend des Eintrags in der zuständigen Denkmaldatenbank (Landesamt für Denkmalpflege Baden-Württemberg).
- Beschreibung: Kurzcharakteristik des Kulturdenkmals.

## Kulturdenkmale im Stadtteil Hauptbahnhof
| Bild           | Bezeichnung                                                                              | Lage                                               | Datierung                             | Beschreibung | ID |
| -------------- | ---------------------------------------------------------------------------------------- | -------------------------------------------------- | ------------------------------------- | --- | -- |
| Weitere Bilder | Hindenburgbau (Geschäftshaus)                                                            | Arnulf-Klett-Platz 1, 3, Königstr. 2 (Karte)       | 1926–1929                             | Neue Sachlichkeit, Hans Paul Schmohl; Georg Staehelin; Albert Eitel; Karl Fink; Bielenberg; Industriehof AG Geschützt nach § 2 DSchG                             |    |
|                | Verwaltungs- und Geschäftshaus                                                           | Arnulf-Klett-Platz 7, Lautenschlagerstr. 2 (Karte) | 1929–1931                             | Neue Sachlichkeit, Expressionismus, Paul Bonatz, Prof. und Friedrich Eugen Scholer Geschützt nach § 2 DSchG                                                      |    |
| Weitere Bilder | Marquardt-Bau (Hotel und Geschäftshaus) Sachgesamtheit                                   | Bolzstr. 4, 6, Königstr. 22 (Karte)                | 1872–1874, 1895, 1947–1948, 1956–1958 | Historismus, August Beyer (1872–1874); Ludwig Eisenlohr und Carl Weigle (1895) Geschützt nach § 2 DSchG                                                          |    |
|                | Erster Zentralbahnhof Stuttgarts                                                         | Bolzstr. 8 A, 8 B (Karte)                          | 1844–1846, 1864–1867                  | Klassizismus (Spätklassizismus), Karl Etzel (1844–1846); Julius Abel, Ludwig Klein, Georg Morlock und Adolf Wolff (1864–1867) Geschützt nach § 2 DSchG           |    |
|                | Kino- und Geschäftsgebäude mit Portikus des 2. Stuttgarter Zentralbahnhofs               | Bolzstr. 10 (Karte)                                | 1864–1867, 1925–1926, 1948–1949       | Italienische Neorenaissance (Portikus), Expressionismus, G. Morlok und A. Wolff (1864–1867 Portikus); Schmohl und Staehelin (1925–1926) Geschützt nach § 2 DSchG |    |
|                | Ehemaliges Verwaltungsgebäude der Königlichen Eisenbahn                                  | Friedrichstr. 23 B (Karte)                         | 1899, 1949                            | Historismus - Neorenaissance, Neobarock, Königliche Eisenbahn-Hochbauinspektion; Oskar Schon, Ingenieur Geschützt nach § 2 DSchG                                 |    |
|                | Generaldirektion der Eisenbahn (einschließlich Paternoster)                              | Heilbronner Str. 7, 9 (Karte)                      | 1911–1912                             | Historismus - Neobarock, Neoklassizismus, Martin Mayer Geschützt nach § 2 DSchG                                                                                  | BW |
|                | Weinbergmauern mit Treppen und Grundmauern eines Belvedere (Sachgesamtheit)              | Jägerstraße (bei Nr. 30), Flst.Nr. 8660/6 (Karte)  | 1863                                  | Karl Etzel, Oberbaurat Geschützt nach § 2 DSchG |    |
|                | Verwaltungsbau der Schwäbischen Treuhand AG                                              | Jägerstraße 26 (Karte)                             | 1956                                  | Internationaler Stil ab 1950, Hans Volkart, Prof. Im Jahr 2012 abgerissen Geschützt nach § 2 DSchG                                                               | BW |
| Weitere Bilder | Verwaltungs- und Geschäftshaus (nur die Außenmauern sind von dem Gebäude noch vorhanden) | Lautenschlagerstr. 22, 24 (Karte)                  | 1936–1937                             | Neoklassizismus, Georg Stähelin, Baurat Geschützt nach § 2 DSchG                                                                                                 |    |